# Karl Krazeisen
Karl August Krazeisen (né le 28 octobre 1794 à Kastellaun et mort le 27 janvier 1878 à Munich) est un officier bavarois d'infanterie, philhellène et peintre amateur.

## Biographie
Après avoir participé aux guerres napoléoniennes en 1813-1814, cédant au romantisme et au philhellénisme de l'époque, il s'enrôle comme simple soldat en 1826 pour aller soutenir le combat des Grecs pour leur indépendance. Au cours de son séjour en Grèce, il dessine plusieurs portraits de combattants célèbres. À son retour à Munich en 1827, il réalise des lithographies de ses dessins pour les publier.

## Galerie

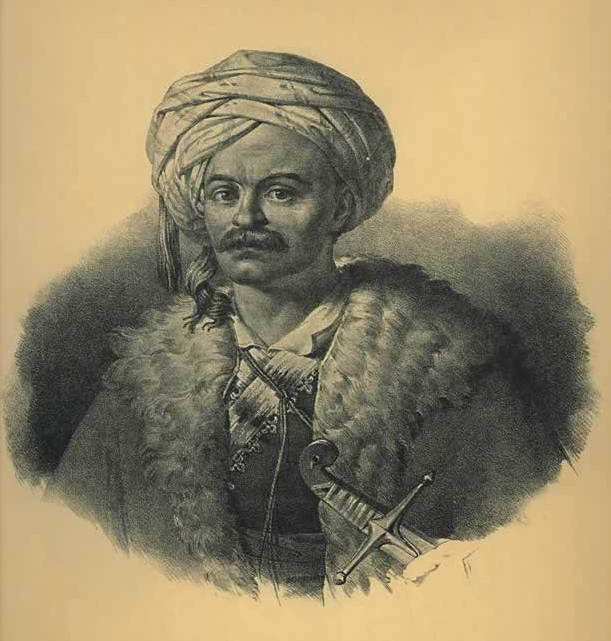
Charles Nicolas Fabvier
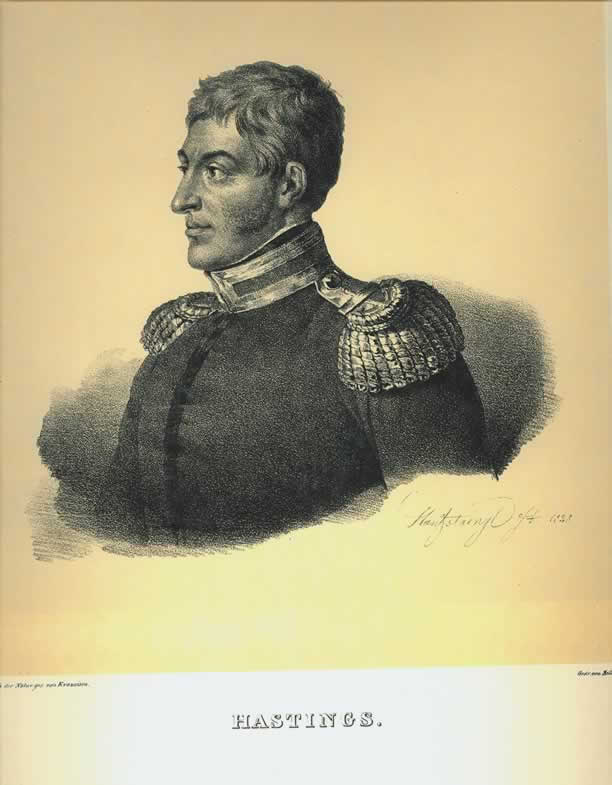
Frank Abney Hastings
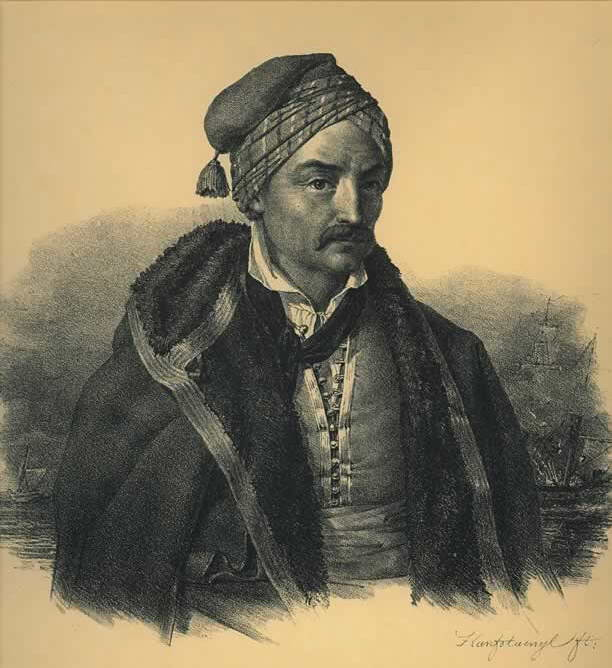
Konstantínos Kanáris
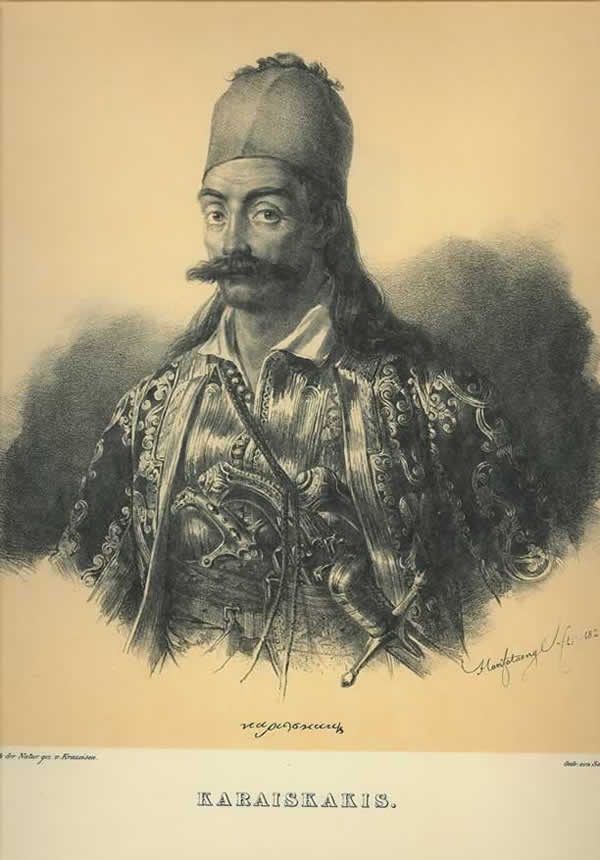
Geórgios Karaïskákis
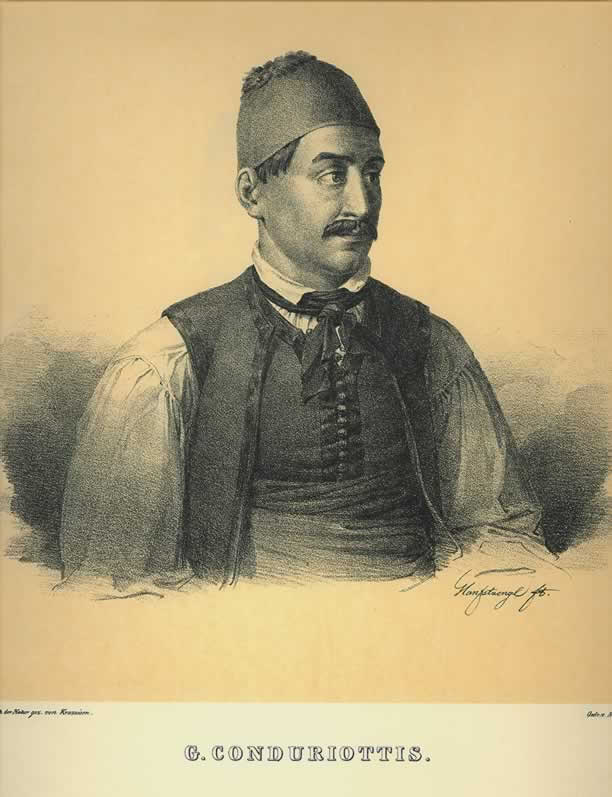
Geórgios Koundouriótis
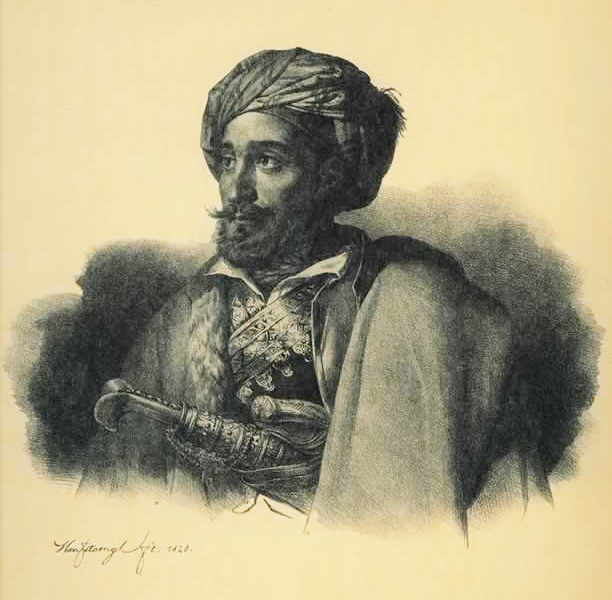
Yánnis Makriyánnis
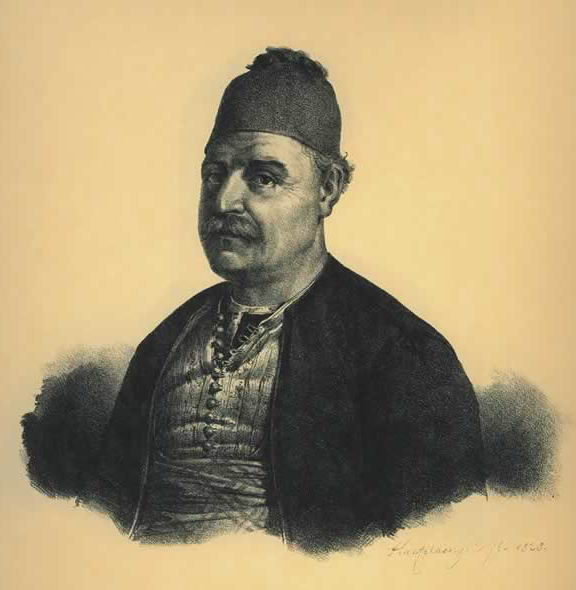
Andréas Miaoúlis
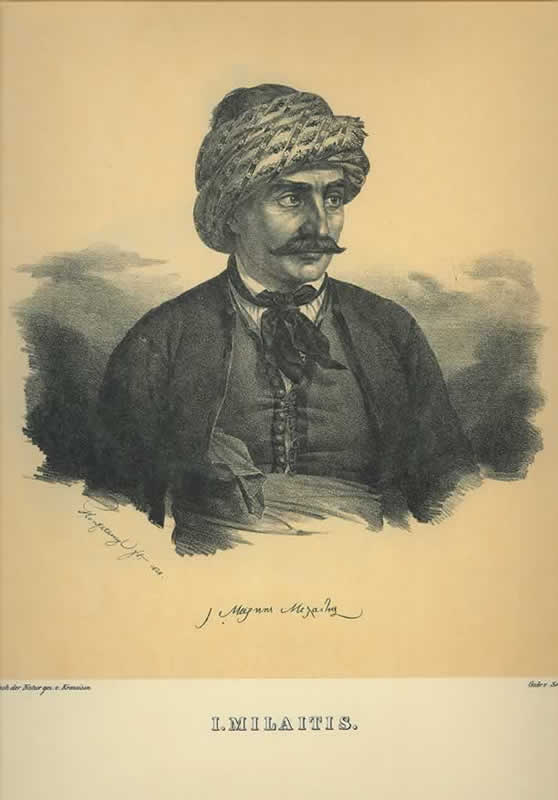
Ioánnis Milaítis
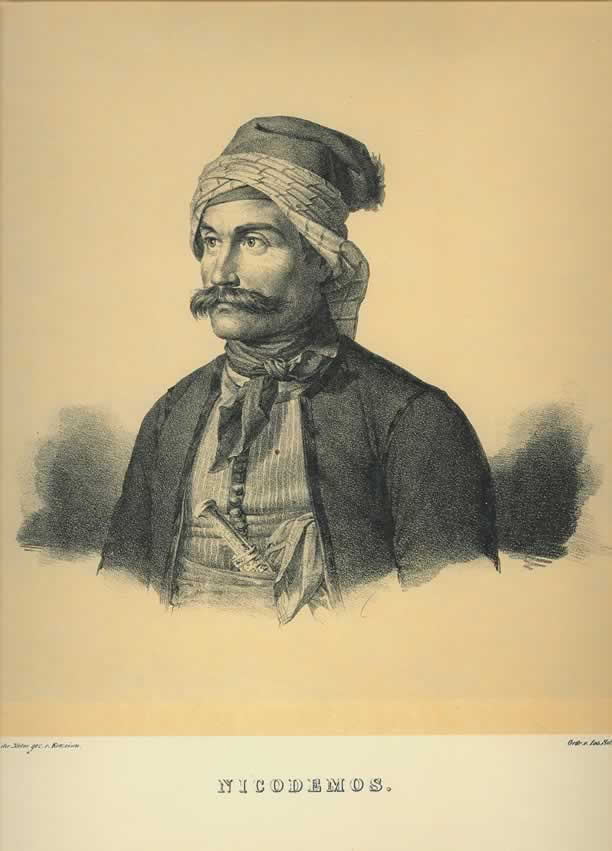
Konstantínos Nikódimos (el)
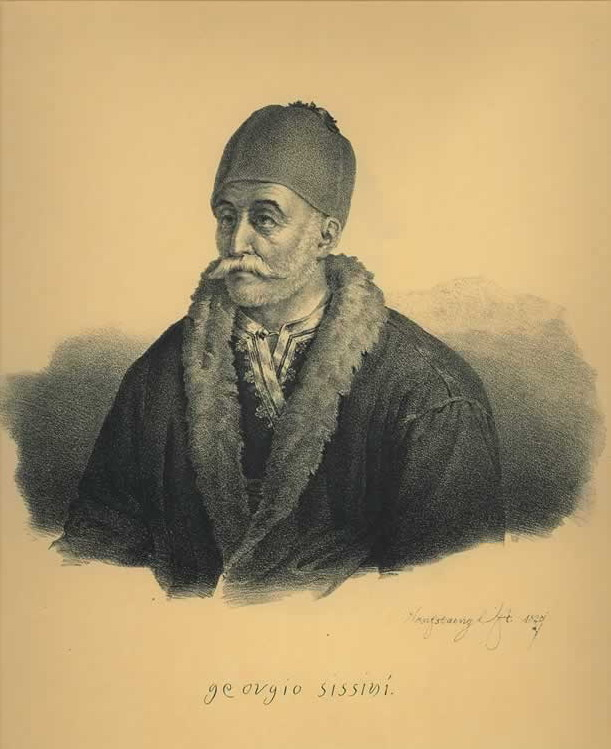
Geórgios Sisínis
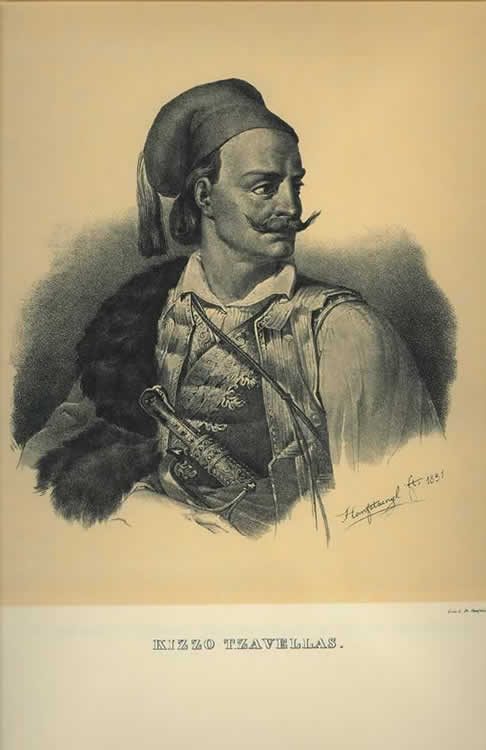
Kítsos Tzavélas